# Marco Junio Bruto (cónsul 178 a. C.)
Marco Junio Bruto (en latín, Marcus Iunius M. f. L. n. Brutus) fue un político y militar romano del siglo II a. C., hijo del tribuno de la plebe del año 195 a. C. del mismo nombre.

## Carrera pública
Fue cónsul en el año 178 a. C. y dirigió la guerra contra los istrios a los que sometió completamente en 177 a. C. Ese mismo año fue enviado como embajador a Asia para exhortar la ayuda de los aliados en la guerra contra Perseo de Macedonia. En el año 169 a. C. fue candidato a la censura, pero fue derrotado.

## Familia
Fue probablemente padre del pretor Marco Junio Bruto el jurista y abuelo (hijo del anterior) de Marco Junio Bruto el acusador. Fue también padre de Décimo Junio Bruto Galaico, cónsul del año 138 a. C., abuelo de Décimo Junio Bruto, cónsul del año 77 a. C.), y bisabuelo del pretor Décimo Junio Bruto Albino, uno de los asesinos de Julio César.